# Willem Frederik Hermans
Willem Frederik Hermans (Amsterdam, 1 de setembre de 1921 - Utrecht, 27 d'abril de 1995), conegut com a W. F. Hermans, fou un geògraf físic i escriptor neerlandès. Va escriure novel·les, contes, poesia, obres de teatre i guions, així com assajos. També va ser famós com a articulista i encara més per les seues sovint ferotges crítiques i polèmiques.
Juntament amb Gerard Reve i Harry Mulisch, és considerat un dels «tres grans» de la literatura neerlandesa de postguerra.
Després de rebutjar el Premi P. C. Hooft en 1971, el 1977 va acceptar el prestigiós Premi de les Lletres neerlandeses.